# فلينستون (لعبة فيديو 1993)
فلينستون (بالإنجليزية:The Flintstones) لعبة فيديو ثنائية الأبعاد تم تطويرها من قبل شركة تايتو ونشرتها شركة تايتو وشركة سيجا نشرت اللعبة لأول مره عام 1993 واللعبة تعمل على نظام ميجا درايف وهي مقتبسة من المسلسل التلفزيوني فلينستون.